# Soldaterkammerater på sjov
 Denne artikel omhandler filmen Soldaterkammerater på sjov. Opslagsordet har også en anden betydning, se Soldaterkammerater (flertydig).
Soldaterkammerater på sjov er en dansk film fra 1962.
- Manuskript Carl Ottosen, Bob Ramsing og Sven Methling jun.
- Instruktion Sven Methling jun.

## Medvirkende
- Ebbe Langberg
- Carl Ottosen
- Louis Miehe-Renard
- Preben Kaas
- Paul Hagen
- Klaus Pagh
- Ole Dixon
- Mimi Heinrich
- Holger Vistisen
- Bjørn Puggaard-Müller
- Bent Vejlby
- Ole Monty
- Carl Carlsen

## Eksterne Henvisninger
- Soldaterkammerater på sjov på Internet Movie Database (engelsk)
- Soldaterkammerater på sjov på Filmdatabasen
- Soldaterkammerater på sjov på danskefilm.dk
- Soldaterkammerater på sjov på danskfilmogtv.dk
- Soldaterkammerater på sjov på MovieMeter (nederlandsk)
- Soldaterkammerater på sjov på The Movie Database (engelsk)